# Billy Proctor
Pour les articles homonymes, voir Proctor.
Pas d'image ? Cliquez ici

a Compétitions nationales et continentales officielles uniquement.

b Matchs officiels uniquement.
Dernière mise à jour le 20 août 2025.
Billy Proctor, né le 14 juin 1999 à Wellington (Nouvelle-Zélande), est un joueur international néo-zélandais de rugby à XV, évoluant principalement au poste de centre. Il joue pour la franchise des Hurricanes en Super Rugby depuis 2019, et pour la province de Wellington en National Provincial Championship depuis 2017.
Son frère ainé, Matt Proctor, est également un joueur international néo-zélandais de rugby à XV.

## Biographie

### Jeunesse et formation
Né et élevé à Wellington en Nouvelle-Zélande, Billy Proctor est formé à la pratique du rugby à XV au St. Patrick’s College. Il est issu d'une famille profondément ancrée dans le rugby néo-zélandais. Son père, Phil Proctor, est international junior en 1984, puis pilier droit pour Wellington entre 1985 et 1995, avant de devenir entraîneur des équipes de jeunes de la province.
Son frère aîné, Matt Proctor, évolue également au plus haut niveau : d'abord ailier, puis centre pour Wellington et les Hurricanes, il porte le maillot des Māori All Blacks avant de poursuivre sa carrière à l'étranger. Les deux frères suivent ainsi les traces de leur père dans les structures du rugby néo-zélandais. Billy devient également international scolaire néo-zélandais (en).

### Carrière professionnelle
En 2017, Billy Proctor intègre le groupe élargi de Wellington en National Provincial Championship à 18 ans. Il fait ses débuts professionnels cette année-là contre Otago en tant que remplaçant, puis est titularisé la semaine suivante face à Southland.
L'année suivante, il s'entraîne avec les Hurricanes en amont de la saison de Super Rugby, avant d'être sélectionné avec l'équipe de Nouvelle-Zélande des moins de 20 ans pour le Championnat du monde junior.
À 19 ans, il signe un contrat de cinq ans avec les Hurricanes, le plus long jamais proposé par la franchise depuis sa création en 1996. Durant la saison 2019 de Super Rugby, il fait ses débuts dans la compétition contre les Crusaders. La même année, il est à nouveau sélectionné pour disputer le Championnat du monde junior.
Avant la saison 2020 de Super Rugby, il ne compte qu'une seule apparition avec les Hurricanes, mais déjà 25 matchs avec Wellington. Cette même année, il est sélectionné avec les Māori All Blacks pour un match contre les Moana Pasifika à Hamilton. Il est rappelé à plusieurs reprises entre 2021 et 2023.
Lors de la saison 2022 de Super Rugby, il dispute onze rencontres et inscrit cinq essais.
En 2023, il marque quatre essais lors d'un match contre le Japon avec les All Blacks XV (en) (équipe de Nouvelle-Zélande réserve). Ses performances en Super Rugby attirent l'attention de l'encadrement des All Blacks.
Devenu un cadre des Hurricanes, Billy Proctor est convoqué en équipe nationale en 2024, en remplacement de Rieko Ioane, blessé. Il honore sa première sélection le 20 juillet 2024, lors d'un test match contre les Fidji au Snapdragon Stadium de San Diego, en Californie.
Au cours de la saison 2025, il revient de blessure au tendon d'Achille et continue d'être un titulaire régulier chez les Hurricanes. Il est aligné lors de plusieurs victoires importantes, dont celles contre les Brumbies et les Chiefs, et réalise une très bonne fin de saison. En mai 2025, il prolonge son contrat avec la Fédération néo-zélandaise jusqu'à la Coupe du monde 2027. Parallèlement, les appels à titulariser Billy Proctor au poste de centre avec les All Blacks se multiplient, à la suite de ses performances convaincantes en Super Rugby avec les Hurricanes. Devenu co-capitaine de la franchise de Wellington, ses performances font de lui une alternative crédible au poste de second centre avec le maillot de l'équipe nationale.
En juillet 2025, il est titularisé au poste de centre lors du test match face à la France.

## Vie privée
Billy Proctor est d'origine māorie, affilié aux iwi Ngāi Te Rangi et Ngāpuhi. Il est le frère cadet de Matt Proctor, international néo-zélandais également joueur de rugby à XV.

## Statistiques en équipe nationale
Au 20 août 2025, Billy Proctor compte 5 capes en équipe de Nouvelle-Zélande, dont 5 en tant que titulaire, depuis le 19 juillet 2024 contre l'équipe des Fidji à San Diego. Il inscrit 2 essais, 10 points.
Avec les All Blacks, il participe à une édition du Rugby Championship, en 2025. Il dispute une rencontre dans cette compétition. 

## Palmarès
- Vainqueur du  National Provincial Championship division Championship en 2017 avec Wellington.
- Finaliste du National Provincial Championship en 2019 avec Wellington.
- Vainqueur du National Provincial Championship en 2022 et 2024 avec Wellington.